# Erzbistum Pamplona y Tudela
Das Erzbistum Pamplona y Tudela (lateinisch Archidioecesis Pampilonensis et Tudelensis, spanisch Archidiócesis de Pamplona y Tudela, baskisch Iruñeko eta Tuterako artxidiozesia) ist eine Erzdiözese der römisch-katholischen Kirche mit Sitz in Pamplona in Spanien.
1956 wurde das Bistum Pamplona zum Erzbistum, und es wurden ihm als Suffraganbistümer die Diözesen San Sebastián, Calahorra y La Calzada-Logroño und Jaca zugeordnet. Bis dahin hatte das Bistum Pamplona nacheinander den Kirchenprovinzen Tarragona (von Beginn an bis 1318), Saragossa (1318–1574), Burgos (1574–1851) und wieder Saragossa (1851–1956) angehört.

## Geschichte
Die Tradition in Pamplona reicht bis zu den Anfängen des Christentums zum hl. Saturninus (auch bekannt als Sernin), Bischof von Toulouse (Frankreich) zurück, der Mitte des 3. Jahrhunderts in der kleinen, von Pompeius gegründeten römischen Kolonie das Evangelium predigte. Unter den ersten Konvertierten befanden sich der Senator Firmo und sein Sohn Firmin, der später der erste Bischof der Stadt wurde.

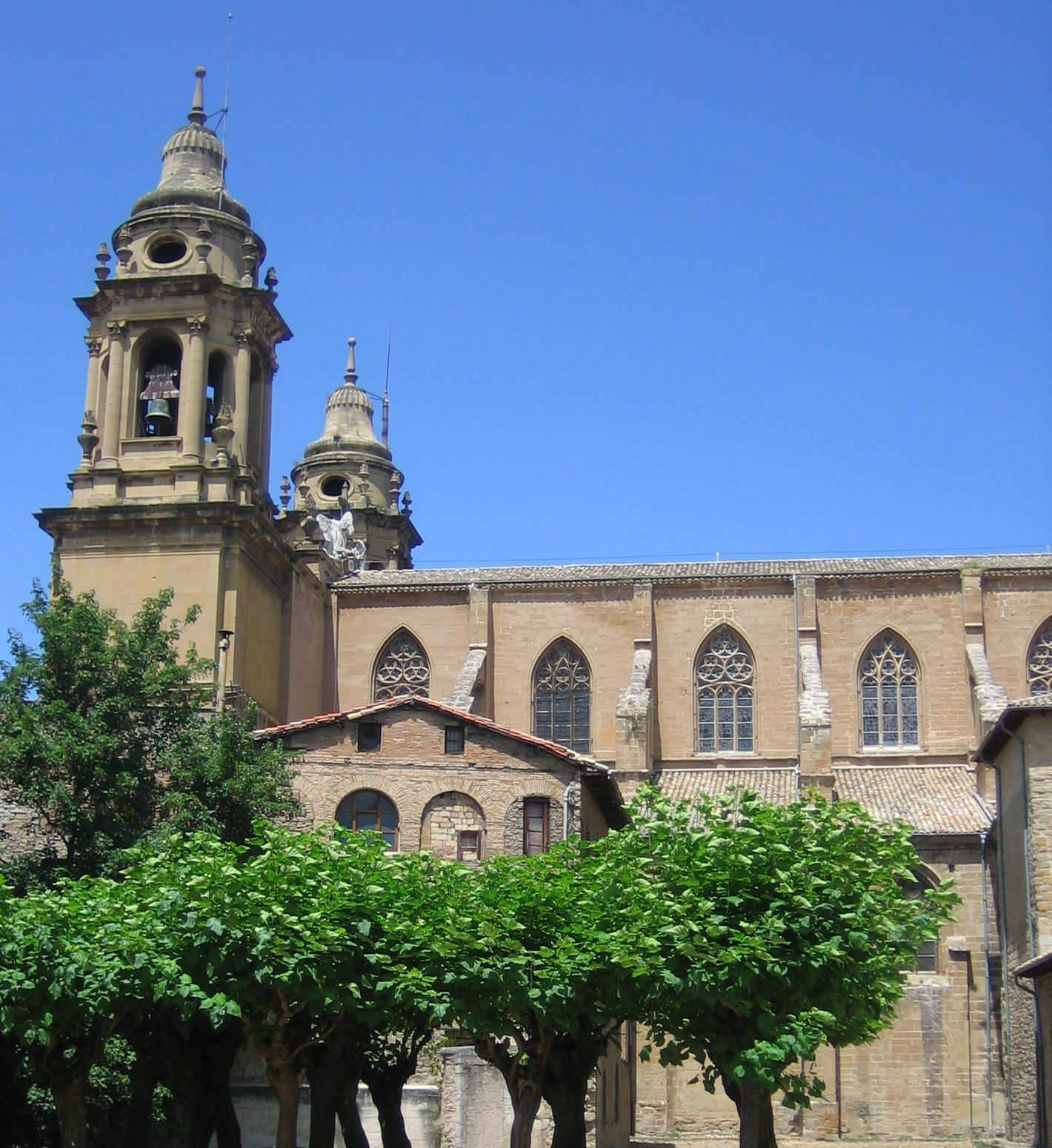
Kathedrale von Pamplona

Ende des 4. Jahrhunderts wird im 3. Konzil von Toledo (589) Liliolo als Bischof von Pamplona aufgeführt. Es scheint, als sei das Bistum während der muslimischen Invasion nach Leyre umgesiedelt, bis zum Jahr 829 verlieren sich die Nachrichten über die Diözese.
Der Beginn der Pilgerreisen auf dem Jakobsweg ab dem 9. Jahrhundert war ein großer Aufschwung für das Bistum.
Am 27. März 1783 errichtete Papst Pius VI. das Bistum Tudela aus Gebieten der Diözese Pamplona, das unter dem Erzbistum Burgos und ab 1851 unter dem Erzbistum Saragossa stand. Das Leben der neuen Diözese mit einem eigenen Bischof war sehr kurz, schon ab 1858 wurde sie von den Bischöfen von Tarazona in Eigenschaft von Apostolischen Administratoren übernommen. 1955 wurde das Bistum Tudela in das von Pamplona eingegliedert. Ein Jahr später, am 11. August 1956 veröffentlichte Papst Pius XII. die Bulle Decessorum nostrorum, durch welche Pamplona in den Rang eines Metropolitanbistums erhoben wurde. Die Apostolische Konstitution Supremam exercentes Papst Johannes Pauls II. vom 11. August 1984 vereinigte die Bistümer Pamplona und Tudela endgültig.